# Carl Friedrich Julius Leske
Carl Friedrich Julius Leske (geboren am 8. Dezember 1821 in Darmstadt; gestorben am 12. Oktober 1886 in Darmstadt) war ein deutscher Verleger und Buchhändler.

## Leben
Carl Friedrich Julius Leske war der Sohn des Verlegers Carl Wilhelm Leske und von Bernhardina Christiana Charlotte Amelung (1785–1851). Leske besuchte das Darmstädter Gymnasium und 1835 die Bendersche Schulanstalt in Weinheim, danach besuchte er die Darmstädter Gewerbeschule. 1837 begann er bei Eduard Gustav Haenel in Magdeburg eine Lehre als Buchdrucker. 1838 setzte er seine Ausbildung in Potsdam bei Ferdinand Riegel
mit einer dreijährigen Buchhändlerlehre fort. Danach besuchte er als Gasthörer die Universitäten von Göttingen und Berlin, um Vorlesungen über Philosophie, Geschichte und Poesie zu hören. Außerdem weilte er noch in Rotterdam bei Adolph Baedeker, in London und in Wien bei Ferdinand Schaumburg zu weiterer Ausbildung.
Nachdem sein Vater 1837 gestorben war, bat seine Mutter ihn, den Verlag fortzuführen. Es wurden folgende Periodika seines Vaters weitergeführt: die Allgemeine Kirchen-Zeitung, zugleich ein Archiv für die neueste Geschichte und Statistik der christlichen Kirche, und die Allgemeine Schulzeitung, die u. a. Ernst Zimmermann herausgab. Leske ließ sich auch mit dieser Zeitschrift in der Hand porträtieren sowie bis 1859 die Allgemeine Militär-Zeitung.
Zum 1. August 1843 erteilte seine Mutter ihm den Auftrag, den Verlag zu führen.
Der Verleger Reinhold von Auw (* 1811) bleibt Geschäftsführer bis Januar 1846. Leske nahm in den kommenden Jahren aktiven Anteil an den ab 1842 beginnenden gesellschaftlichen Auseinandersetzungen gegen Zensur und für Pressefreiheit. Er veröffentlichte in seinem Verlag zahlreiche Bücher von fortschrittlichen Autoren wie Karl Grün, Karl Heinzen und gab z. B. das Deutsche Bürgerbuch (1845/46) und die Rheinischen Jahrbücher zur gesellschaftlichen Reform heraus, die bald verboten wurden.
Mit Karl Marx schloss er in Paris am 1. Februar 1845 einen Vertrag über ein von Marx zu verfassendes zweibändiges Werk „Kritik der Politik und Nationalökonomie“. Marx erhielt einen Vorschuss von 1.500 Franc, aber lieferte das Werk nie.
Leske beteiligte sich an den revolutionären Ereignissen 1848/49 in seiner Heimatstadt. Er floh 1849 nach Straßburg und Paris. Dort hatte er Kontakt mit Heinrich Heine, Moritz Hartmann, Ludwig Kalisch, Anastasius Grün u. a. 1850 kehrte er nach Darmstadt zurück.
1862 gründete er mit mehreren Genossen die „Hessische Landeszeitung“. Seine Druckerei verkaufte er an seinen bisherigen Associé Victor Groß. Leske starb am 12. Oktober 1886 in Darmstadt.
Carl Friedrich Julius Leske war ein Schwager von Karl Preller (1802–1877), der 1834 in Offenbach am Main die von Georg Büchner und Ludwig Weidig verfasste sozialrevolutionäre Flugschrift Der Hessische Landbote druckte, und ein Onkel des Landschaftsmalers Julius Preller. Sein Sohn Alexander Karl Leske (1862–1934) führte die Druckerei und den Verlag fort.

## Bücher des Carl Wilhelm Leske Verlages (1838 bis 1862) (Auswahl)
- Die Wahrheit in der Hermes'schen Sache zwischen der katholisch-theologischen Facultät zu Bonn, und dem Herrn Erzbischof von Cöln. C. W. Leske, Darmstadt 1837.
- Emil Hoffmann: Die Lehre von den Servituten nach Römischem Rechte. Eine civilistische Abhandlung. C. W. Leske, Darmstadt 1838.
- Der Fürst des Niccolo Macchiavelli. Uebersetzt und eingeleitet von Dr. Karl Riedel. C. W. Leske, Darmstadt 1841. (=Bibliothek für moderne Politik und Staatswissenschaft Heft 1. Hrsg. Dr. Karl Riedel) Digitalisat
- Karl Ludwig von Haller's staatsrechtliche Grundsätze. Nach dessen Restauration der Staatswissenschaft bearbeitet und beleuchtet von Karl Riedel. C.W. Leske, Darmstadt 1842. (=Bibliothek für moderne Politik und Staatswissenschaft Heft 2)
- von Hammer-Purgstall: Geschichte der Ilchane, das ist der Mongolen in Persia. Mit neun Beilagen und neun Stammtafeln. 2 Bände. C. W. Leske, Darmstadt 1842–1843.
- Albert Ludwig Grimm: Die malerischen und romantischen Stellen des Odenwaldes. Carl Wilhelm Leske, Darmstadt, 1843.Deutsches Textarchiv
- Edmund v. Berg: Das verdrängen der Laubwälder im nördlichen Deutschlande durch die Fichte und die Kiefer in forstlicher und nationalökonomischer Hinsicht beleuchtet.C. W. Leske, Darmstadt 1844.
- Luise von Ploennies: Gedichte. Carl Wilhelm Leske, Darmstadt 1844. Archive. org
- Karl Grün: Bausteine. Zusammengetragen und mit einem Sendschreiben an seine Osnabrücker Freunde begleitet. C. W. Leske, Darmstadt 1844.
- Deutsches Bürgerbuch für 1845. Hrsg. von H. Püttmann. C. W. Leske, Darmstadt 1845. Archive.org
- Karl Grün: Ueber Göthe vom menschlichen Standpunkte. Carl Wilhelm Leske, Darmstadt 1846. Digitalisat
- Rheinische Jahrbücher zur gesellschaftlichen Reform. Erster Band. C. W. Leske, Darmstadt 1845. Digitalisat
- Karl Grün: Die soziale Bewegung in Frankreich und Belgien. Briefe und Studien. Carl Wilhelm Leske, Darmstadt 1845. Digitalisat
- Karl Heinzen: Die preußische Büreaukratie. Carl Wilhelm Leske, Darmstadt 1845. Digitalisat
- P. J. Proudhon: Philosophie der Staatsökonomie oder Nothwendigkeit des Elends. Deutsch bearbeitet von Karl Grün. C. W. Leske, Darmstadt 1847.
- J. Fölsing: Fröbel'sche Kindergärten, oder, Beurtheilung der von Middendorff beschriebenen ersten Kindheitspflege. C. W. Leske, Darmstadt 1848.
- Friedrich Creuzer: Aus dem Leben eines alten Professors. Mit literarischen Beilagen und dem Porträt des Verfassers. C. W. Leske, Leipzig und Darmstat, 1848. Österreichische Nationalbibliothek
- Neue deutsche Zeitung. Organ der Demokratie. 1848–1849.[7]
- Wilhelm Schulz: Die österreichische Frage und das preußisch-deutsche Kaiserthum. Eine in der Paulskirche zu Frankfurt nicht gehaltene Rede nebst Anhang. C. W. Leske, Darmstadt 1849. BSB-Katalog.
- August Heinrich Hoffmann von Fallersleben: Spitzkugeln. Zeit-Distichen. In Commission bei C.W. Leske, Darmstadt 1849.
- Jacob Moleschott: Physiologie der Nahrungsmittel. Ein Handbuch der Diätetik. Friedrich Tiedemann's Lehre „von dem Nahrungsbedürfnis, dem Nahrungstrieb un den Nahrungsmitteln des Menschen“. C. W. Leske, Darmstadt 1850.
- Carl Amand Mangold: Gudrun. Große Oper in vier Aufzügen. Bearbeitet nach dem großen Heldenlied „Gudrun“. Carl Wilhelm Leske, Darmstadt 1850. Library of Congress
- Alexander Petőfi's Gedichte. Aus dem Ungarisch übersetzt von Fr. Szarvady und Moritz Hartmann. C. W. Leske, Darmstadt 1851.[8]
- Moritz Hartmann: Tagebuch aus Languedoc und Provence. 2 Bände. Carl Wilhelm Leske, Darmstadt, 1853.
- Gustav-Adolfs-Kalender für das Jahr 1854 bis 1863, C. W. Leske, Darmstadt.
- Daniel Schenkel: Für Bunsen wider Stahl: Die neuesten Bewegungen und Streitigkeiten auf dem kirchlichen Gebieter. (Besonderer Abdruck Aus dem Aprilheft der Allg. Kirchenzeitung). C. W. Leske, Darmstadt 1856.
- Hessische Landeszeitung. 1862.